# HVO100
El nombre HVO100 (cuyas siglas responden a "Hydrotreated Vegetable Oil 100", es decir, aceite vegetal tratado con hidrógeno diluido al 100%, en inglés) se refiere a un biocombustible (hidrobiodiésel) generado a partir de residuos orgánicos (sobre todo, vegetales) por la empresa finesa Neste y cuyo nombre comercial es Neste MY Renewable Diesel.
La gran diferencia con otros biocombustibles es que, tal y como afirman desde la misma compañía, el HVO100 se produce a partir de materias primas 100% renovables y es compatible con cualquier motor diésel sin la necesidad de tener que efectuarle ninguna modificación.
Es un proyecto avalado por el anuncio del Grupo PSA de que sus motores de diésel Euro 5 y Euro 6 pueden funcionar perfectamente con este combustible. O casi ninguna, ya que desde el primer trimestre de 2023, los Toyota Hylux y Land Cruiser serán compatibles con este combustible renovable pero ambos modelos sólo necesitarán una pequeña modificación técnica en la inyección, ya que el combustible es menos denso que el gasóleo.

## Características

###### Ventajas
- El HVO100 tiene un número de cetano que se sitúa entre los 70 y los 90; una cifra alta si se compara con los 50-60 del diésel de origen fósil.[2] Tiene también un contenido inferior de azufre e hidrocarburos aromáticos.[3]
- Cumple con las especificaciones EN15940 de gasóleo parafínico y el estándar para diésel EN 590, si bien su densidad es inferior (alrededor de un 7%).[2]
- Sus creadores anuncian además que genera un 90 % menos emisiones -de CO2- que un vehículo movido por un motor diésel convencional,[4] ya que "las plantas a partir de las que se produce ya han atrapado dióxido de carbono durante su pasada vida, mediante el proceso de la fotosíntesis".[5]
- Siempre según el fabricante, este diésel renovable ofrece un nivel de emisión de partículas un 33% inferior, y que hace disminuir el consumo de combustible ligeramente.[2]
- Las emisiones de óxidos de nitrógeno y otros contaminantes también se reducen, bajando ligeramente el consumo de AdBlue por parte de los sistemas SCR, especialmente interesante en estos tiempos, en los que prácticamente todos los motores diésel Euro 6 emplean esta tecnología.[5]
- Se produce utilizando materia vegetal y animal de origen sostenible para garantizar que su producción no tenga ningún impacto negativo en el medio ambiente.[6]
- Como el HVO100 tiene una estructura química similar al combustible diésel, éste se puede sustituir fácilmente por el HVO100 sin ningún impacto en la eficiencia del vehículo.[6]

Inconvenientes
- El principal escollo para su adopción masiva es que su producción es por el momento baja, y por tanto tendría que aumentar en órdenes de magnitud para satisfacer la demanda mundial de gasóleo. Y ese es otro problema: a día de hoy es difícil encontrar HVO100, solo presente en ciertas gasolineras del norte de Europa, concretamente de la zona escandinava.[5] Hoy en día ya hay más de mil surtidores de HVO100 funcionando en Bélgica, Dinamarca, Finlandia, Estonia, Letonia, Lituania, Holanda, Noruega y Suecia.[4]
- Otra desventaja es que es caro, hasta un 20% más caro que el diésel de origen fósil. Esto sería salvable mediante las economías de escala y las compras de volumen por parte de grandes distribuidoras.[5] Es decir, el hecho de que empezase a venderse más amortizaría la inversión, y además, ayudaría a que su producción se abaratase).[2]
- Por el momento, la comercialización del HVO100 está enfocada a grandes flotas y empresas de transporte.[5]

## Producción
Apenas se producen cuatro millones de toneladas actualmente.
La idea es alcanzar los 15,5 millones de toneladas anuales en 2030 y, si bien en España no existen hoy en día ni oferta ni demanda, Repsol comenzó en marzo de 2022 las obras de una planta de biocombustibles avanzados en Cartagena, donde invierte 200 millones de euros. Entrará en funcionamiento en el primer semestre de 2023 y producirá 250.000 toneladas anuales de biodiésel, bioqueroseno, bionafta y biopropano. La petrolera indica que se podrán usar en aviones, barcos, camiones o coches, y que permitirán reducir 900.000 toneladas de CO2 al año.
El biodiésel (donde se integra el HVO) supuso en 2020 un 6,1 % de la producción de gasóleo, según datos de Transport & Evironment.
Por ahora Holanda es el país con mayor capacidad productiva mientras otros como Francia, Italia o Suecia buscan ampliar las suyas. En conjunto, SGS calcula que todos los países europeos con fábricas aptas para HVO podrían poner en el mercado 1.780 millones de toneladas, llegando a 2.080 millones de toneladas en la próxima década.

## Vehículos compatibles
El HVO100 se emplea ya en transporte pesado, principalmente. Mucha maquinaria, desde carretillas elevadoras, cabezas tractoras de terminal o manipuladores de contenedores lo utilizan. Y, en el transporte de carretera, empresas con flotas de camiones Volvo, Mercedes-Benz y Scania lo usan para reducir emisiones, ya que estas marcas lo admiten con sus motores Euro 5 y Euro 6.
Poco a poco también da sus primeros pasos en turismos. Las mecánicas BlueHDi de Stellantis (que pueden encontrarse en coches Peugeot, Citroën, DS y Opel), pueden usarlo sin realizar ninguna modificación en el sistema de combustible. También lo ha probado en la furgoneta Ford Transit la marca estadounidense, en concreto en el motor 2.0 EcoBlue. Audi también ha homologado sus motores V6 TDI para que puedan nutrirse con HVO. La última en dar la noticia ha sido Toyota: el Land Cruiser y el Hilux –que se empiezan a fabricar a inicios de 2023–, se sumarán a la familia Toyota Proace (que ya eran compatibles con el diésel HVO100 al compartir mecánicas diésel con Stellantis). Estos últimos, no obstante, requieren un ajuste del sistema de inyección de combustible aumentando el caudal del mismo.